# Queen of FCW
Die Queen of FCW war ein Frauentitel der Wrestling-Promotion Florida Championship Wrestling (FCW), die als Entwicklungsliga für World Wrestling Entertainment diente. Wie alle Wrestlingtitel wurde auch dieser im Rahmen einer Storyline vergeben.

## Geschichte
Der Titel wurde am 5. Februar 2009 im Rahmen eines Turniers eingeführt. Erste Trägerin war Angela Fong. Anders als andere Titel wurde er nicht als Gürtel getragen, sondern als silberne Krone. Er wurde zeitweise parallel zur FCW Divas Championship geführt. AJ Lee war die erste Wrestlerin, die gleichzeitig beide Titel hielt. Dies gelang nach ihr noch Aksana und der letzten Championess Raquel Diaz.
Der Titel wurde am 15. März 2012 eingestellt.

## Turnier
| Viertelfinale | Viertelfinale        | Viertelfinale        |            |     | Halbfinale | Halbfinale | Halbfinale |  |  | Finale | Finale | Finale |
|               |                      |                      |            |     |            |            |            |  |  |        |        |        |
|               | Angela               | Pin                  |            |     |            |            |            |  |  |        |        |        |
|               | Rosa Mendes          |                      |            |     |            |            |            |  |  |        |        |        |
|               | Angela               | Pin                  |            |     |            |            |            |  |  |        |        |        |
|               |                      |                      |            |     |            |            |            |  |  |        |        |        |
|               |                      | The Girl from Mexico |            |     |            |            |            |  |  |        |        |        |
|               | Saylor James         |                      |            |     |            |            |            |  |  |        |        |        |
|               |                      |                      |            |     |            |            |            |  |  |        |        |        |
|               | The Girl from Mexico | Pin                  |            |     |            |            |            |  |  |        |        |        |
|               | The Girl from Mexico | Pin                  | Angela     | Pin |            |            |            |  |  |        |        |        |
|               |                      |                      |            | Pin |            |            |            |  |  |        |        |        |
|               |                      | Alicia Fox           |            |     |            |            |            |  |  |        |        |        |
|               | Jenny Cash           |                      |            |     |            |            |            |  |  |        |        |        |
|               |                      |                      |            |     |            |            |            |  |  |        |        |        |
|               | Alicia Fox           | Pin                  |            |     |            |            |            |  |  |        |        |        |
|               | Alicia Fox           | Pin                  | Alicia Fox | Pin |            |            |            |  |  |        |        |        |
|               |                      |                      | Alicia Fox | Pin |            |            |            |  |  |        |        |        |
|               |                      | Tiffany              |            |     |            |            |            |  |  |        |        |        |
|               | Wesley Holiday       |                      |            |     |            |            |            |  |  |        |        |        |
|               |                      |                      |            |     |            |            |            |  |  |        |        |        |
|               | Tiffany              |                      |            |     |            |            |            |  |  |        |        |        |

## Titelgeschichte
| # | Champion          | Nr. | Tage | Datum des Titelgewinns | Ort            | Veranstaltung      | Bemerkung                                                                                                |
| - | ----------------- | --- | ---- | ---------------------- | -------------- | ------------------ | --- |
| 1 | Angela Fong       | 1   | 210  | 5. Februar 2009        | Tampa, Florida | FCW                | Besiegte Alicia Fox in einem Turnierfinale.                                                              |
| 2 | Mia Mancini       | 1   | 154  | 3. September 2009      | Tampa, Florida | FCW                | Ausgestrahlt am 27. September 2009. Während dieser Zeit trat sie auch als Serena Mancini oder Serena an. |
| 3 | AJ Lee            | 1   | 287  | 4. Februar 2010        | Tampa, Florida | FCW                | Ausgestrahlt am 14. Februar 2010.                                                                        |
| 4 | Rosa Mendes       | 1   | 77   | 18. November 2011      | Tampa, Florida | FCW                | Ausgestrahlt am 12. Dezember 2010                                                                        |
| 5 | Aksana            | 1   | 287  | 3. Februar 2011        | Tampa, Florida | March of Champions | Ausgestrahlt am 13. März 2011.                                                                           |
| 6 | Raquel Diaz       | 1   | 119  | 17. November 2011      | Tampa, Florida | FCW                | Ausgestrahlt am 18. Dezember 2011.                                                                       |
| - | Titel eingestellt | -   | -    | 15. März 2012          | Tampa, Florida | FCW                | Summer Rae, als General Managerin der FCW erklärte den Titel für eingestellt.                            |

## Statistik
Länge der Regentschaft
| Rang | Champion    | Anzahl | Tage |
| ---- | ----------- | ------ | ---- |
| 1    | AJ Lee      | 1      | 287  |
| 1    | Aksana      | 1      | 287  |
| 3    | Angela Fong | 1      | 210  |
| 4    | Mia Mancini | 1      | 154  |
| 5    | Raquel Diaz | 1      | 119  |
| 6    | Rosa Mendes | 1      | 77   |

Rekorde
| Rekord                  | Rekordhalter   | Einheit              |
| ----------------------- | -------------- | -------------------- |
| Ältester Titelträger    | Rosa Mendes    | 31 Jahre, 31 Tage    |
| Jüngster Titelträger    | Raquel Diaz    | 21 Jahre und 34 Tage |
| Schwerster Titelträger  | Serena Mancini | 59 Kilogramm         |
| Leichtester Titelträger | AJ Lee         | 49 Kilogramm         |